# Dominikanska Republika na Olimpijskim igrama
Dominikanska Republika je prvi put sudjelovala na Olimpijskim igrama kao neovisna država 1964. godine i od tada je nastupila na svim igrama. Njezini sportaši osvojili su ukupno šest medalja, tri zlata, dva srebra i jednu brončanu medalju. Nisu nastupili ni na jednim Zimskim olimpijskim igrama.

## Medalje
| Medalja | Ime                    | Igre              | Sport     | Disciplina    |
| ------- | ---------------------- | ----------------- | --------- | ------------- |
| bronca  | Pedro Nolasco          | Los Angeles 1984. | boks      | bantam        |
| zlato   | Félix Sánchez          | Atena 2004.       | atletika  | 400 m prepone |
| zlato   | Manuel Felix Diaz      | Peking 2008.      | boks      | velter        |
| srebro  | Yulis Gabriel Mercedes | Peking 2008.      | taekwondo | 58 kg         |
| zlato   | Félix Sánchez          | London 2012.      | atletika  | 400 m prepone |
| srebro  | Luguelín Santos        | London 2012.      | atletika  | 400 m         |

## Vanjske poveznice
- Međunarodni olimpijski odbor- Dominikanska Republika